# Rektifiziertes Traubenmostkonzentrat
Rektifiziertes Traubenmostkonzentrat (RTK) ist das flüssige, nicht karamellisierte Erzeugnis, das durch Rektifikation und weitgehenden Wasserentzug, sowie weitere zugelassene Behandlungen zur Entfernung der Inhaltsstoffe außer Zucker aus Traubenmost hergestellt wird. Es ist ein hoch konzentrierter Zuckersirup aus Traubenmost.

## Verwendung
Die Verordnung (EG) Nr. 1493/1999 des Rates vom 17. Mai 1999 über die gemeinsame Marktorganisation für Wein sieht den Einsatz von RTK zum Zweck der Anreicherung als Marktregulierungsmechanismus vor. Die Anreicherung darf nur einmal, spätestens bis zum 15. März des auf die Traubenlese folgenden Jahres durchgeführt werden. Hierzu ist zuvor eine Mitteilung der geplanten Anreicherung mit rektifiziertem Traubenmostkonzentrat zur Erhöhung des Alkoholgehaltes und anschließend jeweils eine Meldung der Erhöhung des Alkoholgehaltes durch rektifiziertes Traubenmost-Konzentrat gemäß Artikel 25 Absatz 1 der Verordnung (EG) Nr. 1622/2000 erforderlich.

### Anreicherungsverbot
In Deutschland war der Einsatz von RTK bis 1986 verboten. Tafel- und Qualitätsweine können mit RTK angereichert werden. 
Verboten ist die Verwendung von RTK zur Anreicherung (Deutschland, Österreich) von Prädikatsweinen, wie z. B. Kabinett oder Auslese.